# Стрелкунас, Йонас
Йонас Стрелкунас (лит. Jonas Strielkūnas; 6 марта 1939, деревня Путаускай Вабальнинкской волости, ныне в Паневежском районе — 9 или 10 мая 2010, Вильнюс) — литовский поэт, переводчик, публицист; лауреат Государственной премии Литовской ССР (1979), Национальной премии Литвы по культуре и искусству (1996).

## Биография
В 1957 году окончил школу в Вабальнинкасе. В 1957—1960 годах работал литературным сотрудником в районных газетах Вабальнинкского района (упразднённого в 1959 году) „Komunizmo švyturys“ и Биржайского района „Biržiečių žodis“. В 1961—1967 годах работал в различных административных учреждениях. В 1967—1978 годах с перерывами работал в редакции еженедельной газете „Literatūra ir menas“ («Литература ир мянас»; «Литература и искусство») в Вильнюсе. С 1971 года член Союза писателей Литвы.

## Литературная деятельность
Стихотворения публиковал с 1958 года.. В первых книгах стихотворений „Raudoni šermukšniai“ (1966) и „Vėjas rugiuos“ (1971) преобладают темы любви и родного края. Традиции неоромантической лирики в духе Майрониса продолжены в поэтических сборниках „Varpo kėlimas“ (1978, 2-е издание 1984; Государственная премия Литовской ССР, 1979) и „Po tylinčiom žvaigždėm“ (1982), в которых обнаруживается своеобразное прощание с культурой деревни и внимание к истории родины.
Начиная с книги „Lapkričio medis“ (1985) в творчестве поэта заметнее ирония и парадокс, возросло драматическое напряжение.
В сборниках стихотворений „Tas kraštas“ (1989), „Tamsūs buvo žiedai“, „Pirmoji meilės knyga“ (1990), „Trečias brolis“ (1993), „Žirgo maudymas“ (1995), „Tamsos varpai, šviesos varpai“, „Tik vienąsyk“ (1998), „Einu namo“ (1999), „Praėjęs amžius“ (2001), „Naktiniai sodai“ (2002), „Ligi dvyliktos“ (2003), „Dėkoju Jums“ (2007) очевидна традиция русской пейзажной и любовной лирики.. Многие его стихи стали словами песен.   
Писал стихотворения для детей (сборник „Iš vieversio žemės“; 2001). 
Перевёл на литовский язык стихотворения Анны Ахматовой, Бориса Пастернака, Николая Некрасова, Фёдора Тютчева, Афанасия Фета и других русских поэтов. Среди переведённых им латышских поэтов — Янис Райнис; переводил также с английского, румынского и других языков. 

## Награды и звания
- Государственная премия Литовской ССР (1979; за книгу стихов „Varpo kėlimas“)
- Лауреат фестиваля «Весна поэзии» (1991)
- Национальная премия Литвы в области литературы и искусства (1996)
- Рыцарский крест Ордена Великого князя Литовского Гядиминаса (1999)
- Первая премия Витаутаса Тамулайтиса (2000)
- Премия фонда имени Тараса Шевченко за поэтические переводы с украинского языка (2001)
- Ятвяжская премия за поэтический сборник «Прошедший век» („Praėjęs amžius“; 2001)
- Премия Антанаса Мишкиниса за книгу стихов «До двенадцати» („Ligi dvyliktos“; 2004)[1]
- Почётный гражданин Биржайского района (2011, посмертно)[5]

## Книги
- Raudoni šermukšniai: eilėraščiai. Vilnius: Vaga, 1966.
- Vėjas rugiuos: eilėraščiai. Vilnius: Vaga, 1971.
- Varpo kėlimas. Vilnius: Vaga, 1978.
- Po tylinčiom žvaigždėm: eilėraščiai. Vilnius: Vaga, 1982.
- Lapkričio medis: eilėraščiai. Vilnius: Vaga, 1985.
- Tamsūs buvo žiedai: eilėraščiai. Vilnius: Vaga, 1990.
- Trečias brolis: eilėraščiai. Vilnius: Vaga, 1993.
- Žirgo maudymas: eilėraščiai. Vilnius: Lietuvos rašytojų sąjungos leidykla, 1995.
- Tamsos varpai, šviesos varpai: eilėraščiai. Vilnius: Lietuvos rašytojų sąjungos leidykla, 1998.
- Einu namo: meilės ir lemties dainos. Vilnius: Vaga, 1999.
- Iš vieversio žemės: eilėraščiai Julijai, Povilui, Kostui ir kitiems geriems vaikams. Vilnius: Trys žvaigždutės, 2001.
- Praėjęs amžius: eilėraščiai. Vilnius: Vaga, 2001.
- Naktiniai sodai: eilėraščių poema. Vilnius: Petro ofsetas, 2002.
- Ligi dvyliktos: eilėraščiai. Vilnius: Lietuvos rašytojų sąjungos leidykla, 2003.

### Переводы
- N. Nekrasovas. Kam Rusioje gyventi gera: poema. Vilnius: Vaga, 1979.
- Fiodoras Tiutčevas. Lyrika. Vilnius: Vaga, 1982.
- Afanasijus Fetas. Poezija. Vilnius: Vaga, 1984.

### На русском языке
- Долгое утро: стихи. Москва: Советский писатель, 1981.